# 叙普
叙普（法語：Suippes，法語發音：[sɥip]），法国东北部城市，大东部大区马恩省的一个市镇，隶属于香槟沙隆区，其市镇面积为42.25平方公里，2022年1月1日时人口数量为3,898人，在法国城市中排名第2,876位。
叙普位于马恩省东北部，叙普河畔，是一个区域性的中心城市，多条公路在此交汇。叙普在两次世界大战中均遭到严重破坏，当地因叙普农场国家墓园及同名军事营地而闻名。

## 地名来源
“Suippes”一名最初以“Sopia”的形式被记载，该名称可能与流经叙普的同名河流有关，其具体来源及含义尚有待考证。15至16世纪间，当地曾先后被命名为“Suippes-la-Longue”和“Suippes-les-Maillets”。

## 历史

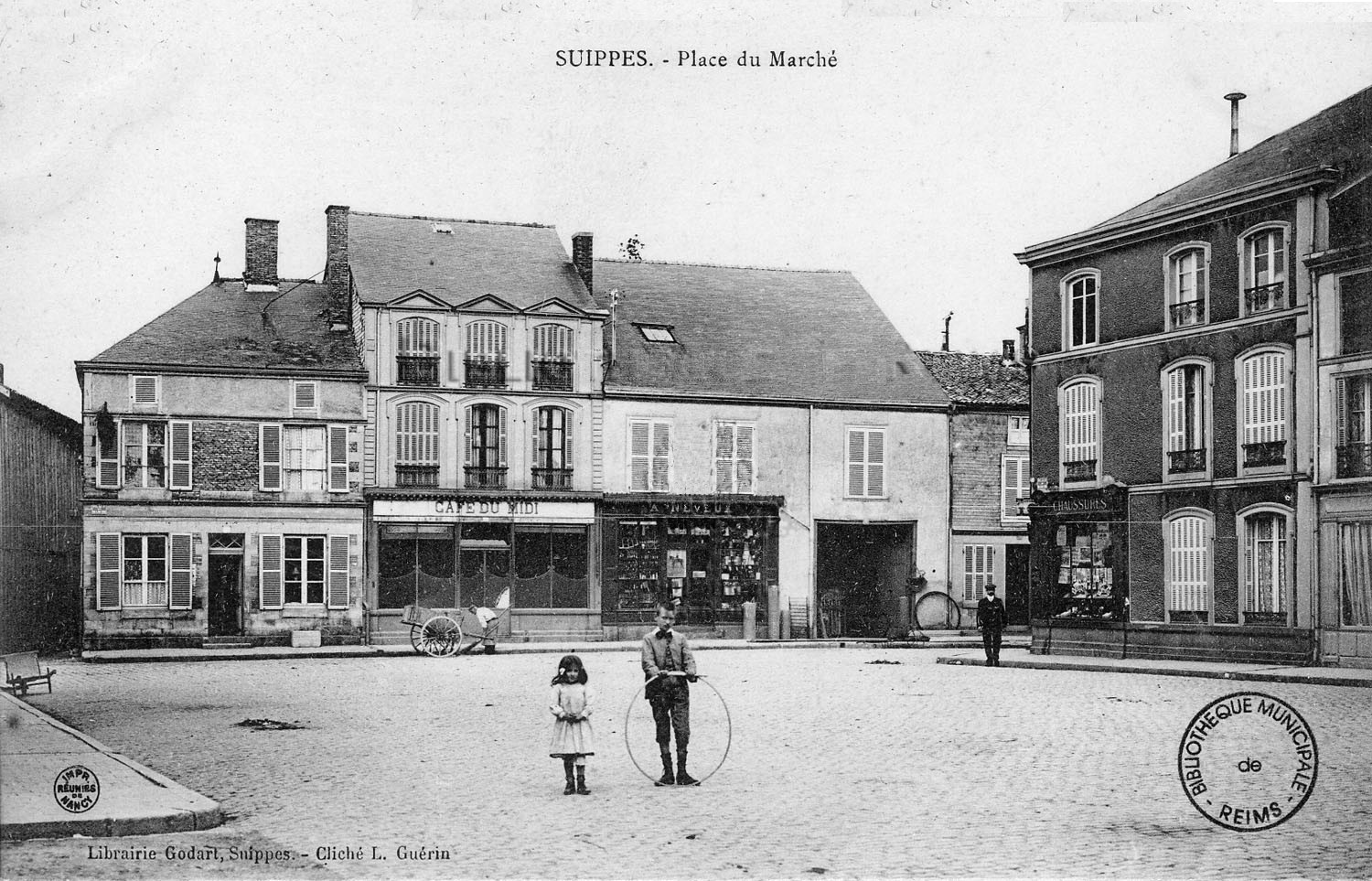
20世纪初的叙普镇中心

叙普的早期历史尚不清楚，当地最初于公元11世纪被提及，彼时兰斯主教将该区域划给阿沃奈圣伯多禄修道院。14世纪时，腓力四世批准在叙普建立年度集会（Foire annuelle），此后叙普逐渐发展成为一个区域性的商贸重镇。宗教战争期间，新教徒于1567年占领叙普。18世纪时，叙普境内出现利用纺织品余料加工制作袖章等织物的手工艺活动。1762年，叙普发生黑死病疫情。法国大革命后，叙普成为马恩省的一个市镇，并自1793年起成为一个县治。工业革命期间，叙普的纺织业得到机械化发展，1824年当地出现了首个机械化纺织作坊，途经此地的圣伊莱尔欧唐普勒—阿贡当日铁路于1867年建成通车。第一次世界大战期间，德法两军在叙普附近发生激烈的交战。战争结束后，叙普境内建立了叙普农场国家墓园，其附近的大片战毁区域则被保留并开辟为叙普军事营地。1920年，叙普获得法国政府颁发的战争勋章。第二次世界大战初期，纳粹德军于1940年5月10日闪击轰炸叙普，造成当地74名居民遇难，大量建筑被毁。战后，叙普再次获得战争勋章。20世纪70年代，法国炮兵第15团和第40团相继迁至叙普。2013年12月，叙普站停止服务。2015年，叙普县被撤销，叙普被划入新成立的阿戈讷-叙普-韦勒县。
在地方历史文化研究方面，当地的地方史爱好者创建有“老叙普朋友协会”（Les amis du Vieux Suippes）。

## 地理

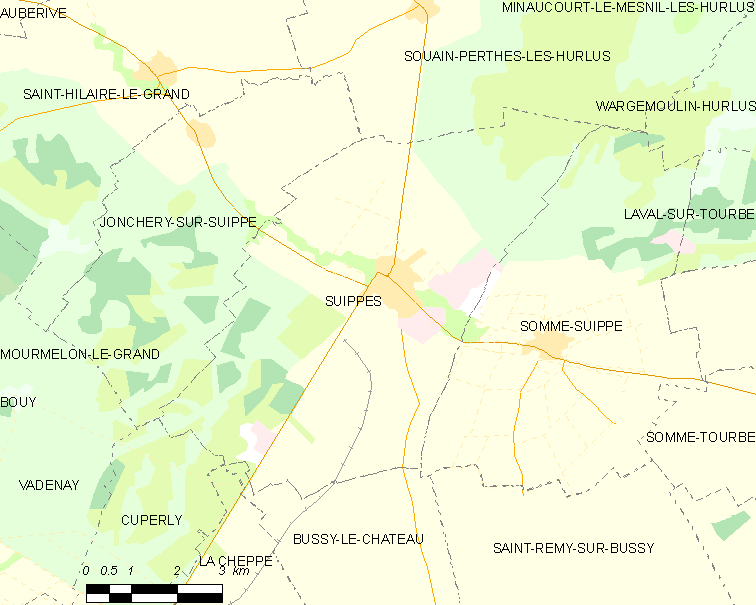
叙普市镇范围地图

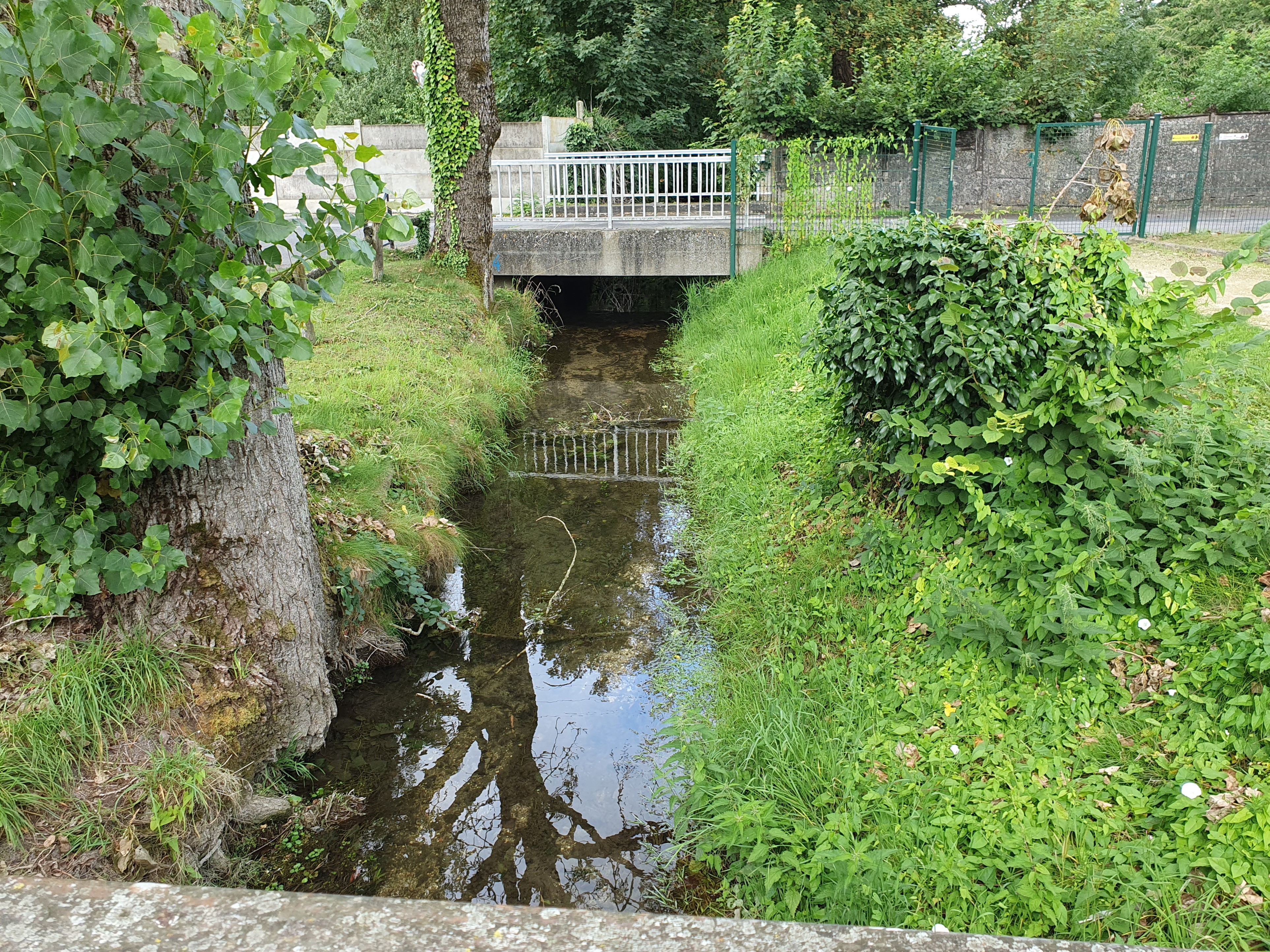
叙普河

叙普位于法国东部部，大东部大区西部和马恩省东北部，距离省会香槟沙隆大约24公里。与叙普接壤的市镇包括：叙普河畔容什里、苏安-佩尔特莱叙尔吕、屈佩尔利、拉谢普、比西堡和索姆叙普。

### 地形
叙普位于白垩香槟腹地，境内以平原为主，市镇中心地势较为平坦，东北部部分区域略有起伏，全境海拔在129到196米之间。

### 水文
叙普位于塞纳河流域范围内，叙普河自东南向西北流经镇中心，并在此呈辫状水系，经人工改造后成为叙普历史城区的护城河。

### 植被
叙普属于温带阔叶混交林区，林地广泛分布于河流附近；市镇范围西南部和东北部的军事区域自一战结束后未再进行农业活动，因此亦保留了大量天然植被。
在鲜花城市的评比中，叙普被评为2星级鲜花城市。

### 气候
叙普在柯本气候分类法中属于带有大陆性特征的温带海洋性气候（Cfb）。
距离叙普境内最近的常年气象站位于法尼耶尔境内，以下为该气象站的数据（其中日照数据取自兰斯气象站）：
| 法尼耶尔 1981年－2019年 | 法尼耶尔 1981年－2019年 | 法尼耶尔 1981年－2019年 | 法尼耶尔 1981年－2019年 | 法尼耶尔 1981年－2019年 | 法尼耶尔 1981年－2019年 | 法尼耶尔 1981年－2019年 | 法尼耶尔 1981年－2019年 | 法尼耶尔 1981年－2019年 | 法尼耶尔 1981年－2019年 | 法尼耶尔 1981年－2019年 | 法尼耶尔 1981年－2019年 | 法尼耶尔 1981年－2019年 | 法尼耶尔 1981年－2019年 |
| 月份                    | 1月                     | 2月                     | 3月                     | 4月                     | 5月                     | 6月                     | 7月                     | 8月                     | 9月                     | 10月                    | 11月                    | 12月                    | 全年                    |
| ----------------------- | ----------------------- | ----------------------- | ----------------------- | ----------------------- | ----------------------- | ----------------------- | ----------------------- | ----------------------- | ----------------------- | ----------------------- | ----------------------- | ----------------------- | ----------------------- |
| 历史最高温 °C（°F）     | 15.9 (60.6)             | 17.7 (63.9)             | 24.4 (75.9)             | 28.7 (83.7)             | 32.3 (90.1)             | 36.7 (98.1)             | 37.6 (99.7)             | 41.1 (106.0)            | 33 (91)                 | 28.2 (82.8)             | 21.8 (71.2)             | 16.8 (62.2)             | 41.1 (106.0)            |
| 平均高温 °C（°F）       | 5.7 (42.3)              | 7.2 (45.0)              | 11.5 (52.7)             | 15.1 (59.2)             | 19.2 (66.6)             | 22.4 (72.3)             | 25.5 (77.9)             | 25 (77)                 | 20.7 (69.3)             | 15.7 (60.3)             | 9.7 (49.5)              | 6.2 (43.2)              | 15.3 (59.5)             |
| 日均气温 °C（°F）       | 2.9 (37.2)              | 3.7 (38.7)              | 7 (45)                  | 9.7 (49.5)              | 13.7 (56.7)             | 16.6 (61.9)             | 19.1 (66.4)             | 18.8 (65.8)             | 15.3 (59.5)             | 11.5 (52.7)             | 6.5 (43.7)              | 3.6 (38.5)              | 10.7 (51.3)             |
| 平均低温 °C（°F）       | 0.1 (32.2)              | 0.1 (32.2)              | 2.5 (36.5)              | 4.3 (39.7)              | 8.3 (46.9)              | 10.8 (51.4)             | 12.8 (55.0)             | 12.6 (54.7)             | 9.9 (49.8)              | 7.2 (45.0)              | 3.4 (38.1)              | 1.1 (34.0)              | 6.1 (43.0)              |
| 历史最低温 °C（°F）     | −21 (−6)                | −14.6 (5.7)             | −12.4 (9.7)             | −5.2 (22.6)             | −0.7 (30.7)             | 0.3 (32.5)              | 4 (39)                  | 3.6 (38.5)              | 0.8 (33.4)              | −4 (25)                 | −13 (9)                 | −18 (0)                 | −21 (−6)                |
| 平均降水量 mm（）       | 49.8 (1.96)             | 43.5 (1.71)             | 50.2 (1.98)             | 48 (1.9)                | 56.2 (2.21)             | 61.1 (2.41)             | 56.5 (2.22)             | 55.6 (2.19)             | 52.6 (2.07)             | 61.1 (2.41)             | 52.5 (2.07)             | 62.2 (2.45)             | 649.3 (25.56)           |
| 月均日照時數            | 59.7                    | 83.6                    | 124.6                   | 173                     | 202.8                   | 212.1                   | 229.5                   | 215.7                   | 160.6                   | 114.9                   | 70.8                    | 47.9                    | 1,695.2                 |
| 来源：infoclimat.fr     |                         |                         |                         |                         |                         |                         |                         |                         |                         |                         |                         |                         |                         |

## 行政区划
叙普的市镇编号为51559，邮政编号为51600。
在行政管理方面，叙普隶属于法国大东部大区马恩省香槟沙隆区；在地方选举方面，叙普隶属于阿戈讷-叙普-韦勒县，其市镇范围全境被划入马恩省第四选区；在社会管理方面，叙普是叙普地区市镇公共社区的办公驻地。
截至2023年11月，叙普市镇范围内暂无任何城市敏感街区及城市政策优先街区。
法国国家统计与经济研究所（简称）在进行数据统计时，将叙普市镇单独设为叙普城市核心区（Unité urbaine de Suippes）及叙普城市区（Aire urbaine de Suippes）。自2020年起，叙普城市区被相同范围的叙普城市辐射区代替。此外，还将叙普市镇整体看作一个“块区”（IRIS），以便于统计人口分布情况。

## 交通

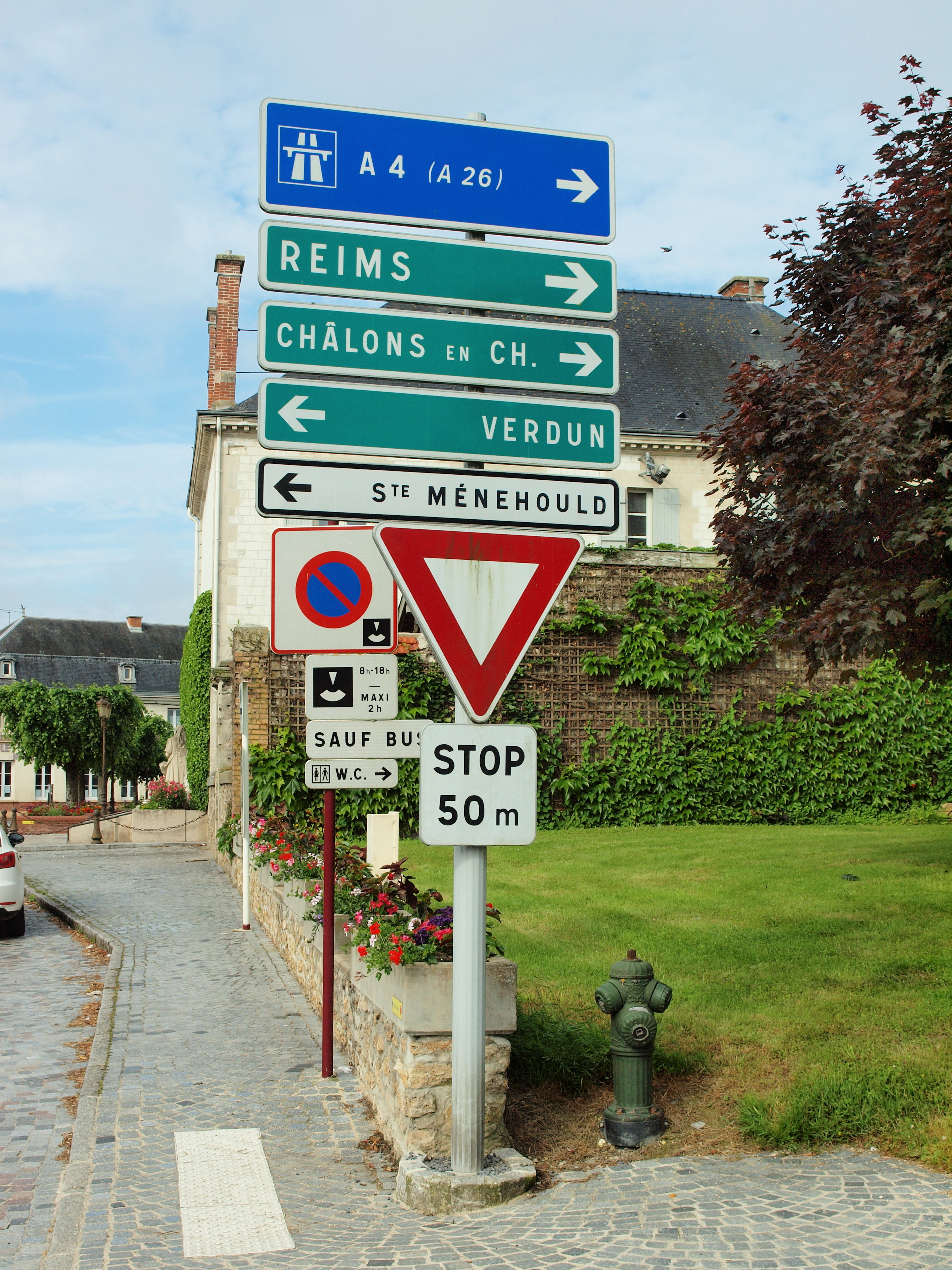
叙普镇中心的公路路牌

### 公路
马恩省省道D79线、D931线和D977线在叙普境内交汇。大东部大区公共交通（商业名称为“Fluo”）C16线及其下属的马恩省城际客运110线、130线经停叙普，可直通香槟沙隆、凡尔登、圣默努和小穆尔默隆等地。
| 25 | 13 |

|  | 39 |

| 香槟沙隆 | 23 |

| 圣艾蒂安欧唐普勒 | 15 |

| 兰斯 | 42 |

| 圣默努 | 30 |

| 阿蒂尼 | 41 |

| 武济耶 | 38 |

2020年，73.8%的叙普家庭拥有至少一辆私人汽车。2021年，叙普境内共发生各类交通事故2起，造成2人受伤，其中1人重伤。

### 铁路
叙普站及其附近的圣伊莱尔欧唐普勒—阿贡当日铁路（凡尔登以西的路段）已于2013年12月停止商业客运服务。
距离叙普最近的运营中的客运铁路车站为19公里外的小穆尔默隆站，该站停靠往返于兰斯和香槟沙隆一线的区域列车，部分班次可直通第戎。

### 航空
距离叙普最近的民用航空站为49公里外的巴黎-瓦特里机场。

### 城市公共交通
截至2023年11月，叙普暂无城市公共交通系统。

## 政治

### 市政内阁

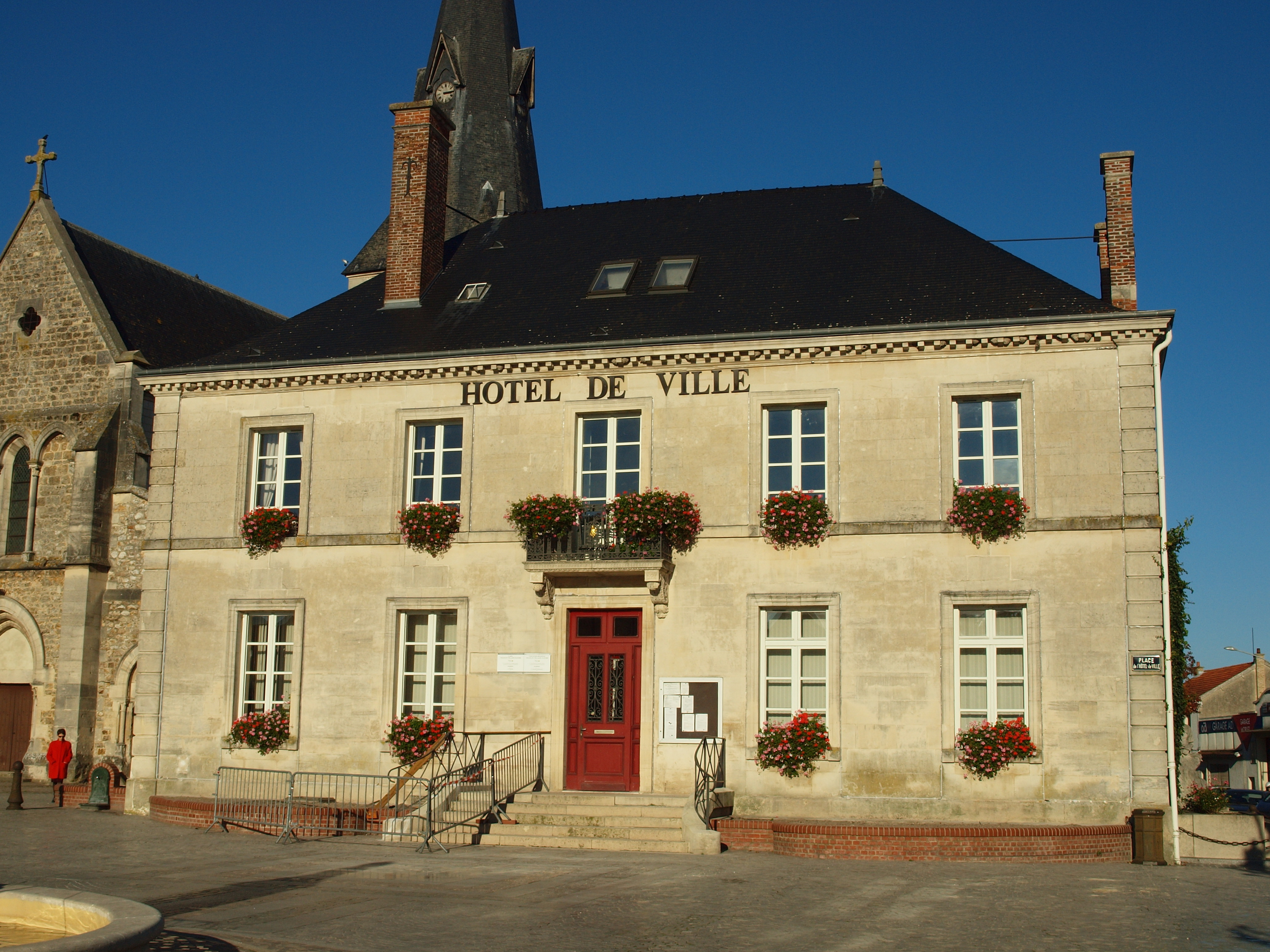
叙普市政厅

叙普的现任市长为弗朗索瓦·科拉尔先生（François COLLART），他是一名右翼无党派人士，在2020年的市政选举中获得了56.37%的支持率。
| 叙普历届市长           | 叙普历届市长                     | 叙普历届市长      |
| 任期                   | 市长                             | 党派              |
| ---------------------- | -------------------------------- | ----------------- |
| （1959年以前资料暂缺） |                                  |                   |
| 1959年－1971年         | Pierre TINTIER 皮埃尔·坦捷       | 不详              |
| 1971年－1977年         | Arthur LOCHE 阿蒂尔·洛什         | 不详              |
| 1977年－1983年         | Maurice MORAND 莫里斯·莫朗       | 不详              |
| 1983年－2001年         | Jean HUGUIN 让·于甘              | DVD右翼无党派人士 |
| 2001年－2008年         | André MAUCLERT 安德烈·莫克莱尔   | DVD右翼无党派人士 |
| 2008年－2014年         | Jean HUGUIN 让·于甘              | DVD右翼无党派人士 |
| 2014年－2020年         | Jean-Raymond ÉGON 让-雷蒙·埃贡   | DVD右翼无党派人士 |
| 2020年－               | François COLLART 弗朗索瓦·科拉尔 | DVD右翼无党派人士 |

### 各级选举
| 叙普历届投票选举结果 | 叙普历届投票选举结果 | 叙普历届投票选举结果 | 叙普历届投票选举结果 | 叙普历届投票选举结果    | 叙普历届投票选举结果 | 叙普历届投票选举结果 | 叙普历届投票选举结果    | 叙普历届投票选举结果 | 叙普历届投票选举结果 |
| 选举项目             | 选举范围             | 选区单位             | 选区单位内的选举结果 | 选区单位内的选举结果    | 选区单位内的选举结果 | 选区单位内的选举结果 | 选区单位内的选举结果    | 选区单位内的选举结果 | 参考资料             |
| 选举项目             | 选举范围             | 选区单位             | 第一轮胜出者         | 第一轮胜出者            | 支持率               | 第二轮胜出者         | 第二轮胜出者            | 支持率               | 参考资料             |
| -------------------- | -------------------- | -------------------- | -------------------- | ----------------------- | -------------------- | -------------------- | ----------------------- | -------------------- | -------------------- |
| 2017年法國總統選舉   | 法國                 | 市镇                 |                      | 玛丽娜·勒庞             | 47.11%               |                      | 玛丽娜·勒庞             | 65.29%               | [ 33 ]               |
| 2017年法国立法选举   | 马恩省第四选区       | 市镇                 |                      | 蒂埃里·贝松             | 30.98%               |                      | 莉丝·马尼耶             | 52.67%               | [ 33 ]               |
| 2019年欧洲议会选举   | 法國                 | 市镇                 |                      | 若尔丹·巴尔代拉         | 45.54%               | （不适用）           | （不适用）              | （不适用）           | [ 35 ]               |
| 2021年法国省级选举   | 马恩省               | 县                   |                      | 蒂埃里·比西 瓦莱丽·莫朗 | 70.4%                |                      | 蒂埃里·比西 瓦莱丽·莫朗 | 71.37%               | [ 36 ]               |
| 2021年法国省级选举   | 马恩省               | 市镇                 |                      | 蒂埃里·比西 瓦莱丽·莫朗 | 62.73%               |                      | 蒂埃里·比西 瓦莱丽·莫朗 | 65%                  | [ 36 ]               |
| 2021年法国大区选举   | 大東部大區           | 市镇                 |                      | 让·罗特纳               | 33.81%               |                      | 让·罗特纳               | 42.4%                | [ 37 ]               |
| 2022年法国总统选举   | 法國                 | 市镇                 |                      | 玛丽娜·勒庞             | 47.34%               |                      | 玛丽娜·勒庞             | 68.15%               | [ 33 ]               |
| 2022年法国立法选举   | 马恩省第四选区       | 市镇                 |                      | 蒂埃里·贝松             | 43.44%               |                      | 蒂埃里·贝松             | 57.86%               | [ 33 ]               |

## 人口
2020年，叙普市镇人口数量为3,881，在法国排名第2,876位。其中男性2,099人，女性1,782人，75岁及以上人口占6.1%，外籍人口数量为34人，人口密度为92人/平方公里，当地居民被称为（男性）或（女性）。2021年，叙普境内出生49人，死亡人口48人。
| 叙普1901年－2020年人口变化情况 |
|                                |
| 数据来源：Cassini、INSEE       |

## 经济
叙普是一个区域性的中心城市。截至2023年11月，叙普市镇范围内共有各类用人单位（包含自雇）323家，平均历史为17年，其中98.72%为中小型企业（PME），2023年9月至11月间，当地的经济活力指数为0.31%。（冶铜）、（暖气安装）及（零售）是当地2021年营业额最高的三个企业，分别为132,054,255欧元、6,036,787欧元和5,370,339欧元。

## 财政与居民收入
2021年，叙普的财政收入总额为2,355,540欧元，财政支出总额为2,264,330欧元，当年的债务总额为381,930欧元。2021年，叙普市镇通过增值税获得49,170欧元的收入，此外当地还共获得了7,660欧元的国家直接财政补助。
2019年，叙普的人均月收入总额为1,895欧元，其中高级职员为3,105欧元，低于法国平均水平（4,230欧元）；中级职员为2,213欧元，低于法国平均水平（2,411欧元）；普通职员为1,691欧元，亦低于法国平均水平（1,740欧元）。
2020年，叙普境内的贫困率为15%，青壮年（15至64岁）失业率为8.9%；2022年，当地38.7%的家庭拥有纳税资格，平均纳税1,335欧元，低于法国平均水平（4,393欧元）。

## 社会事务

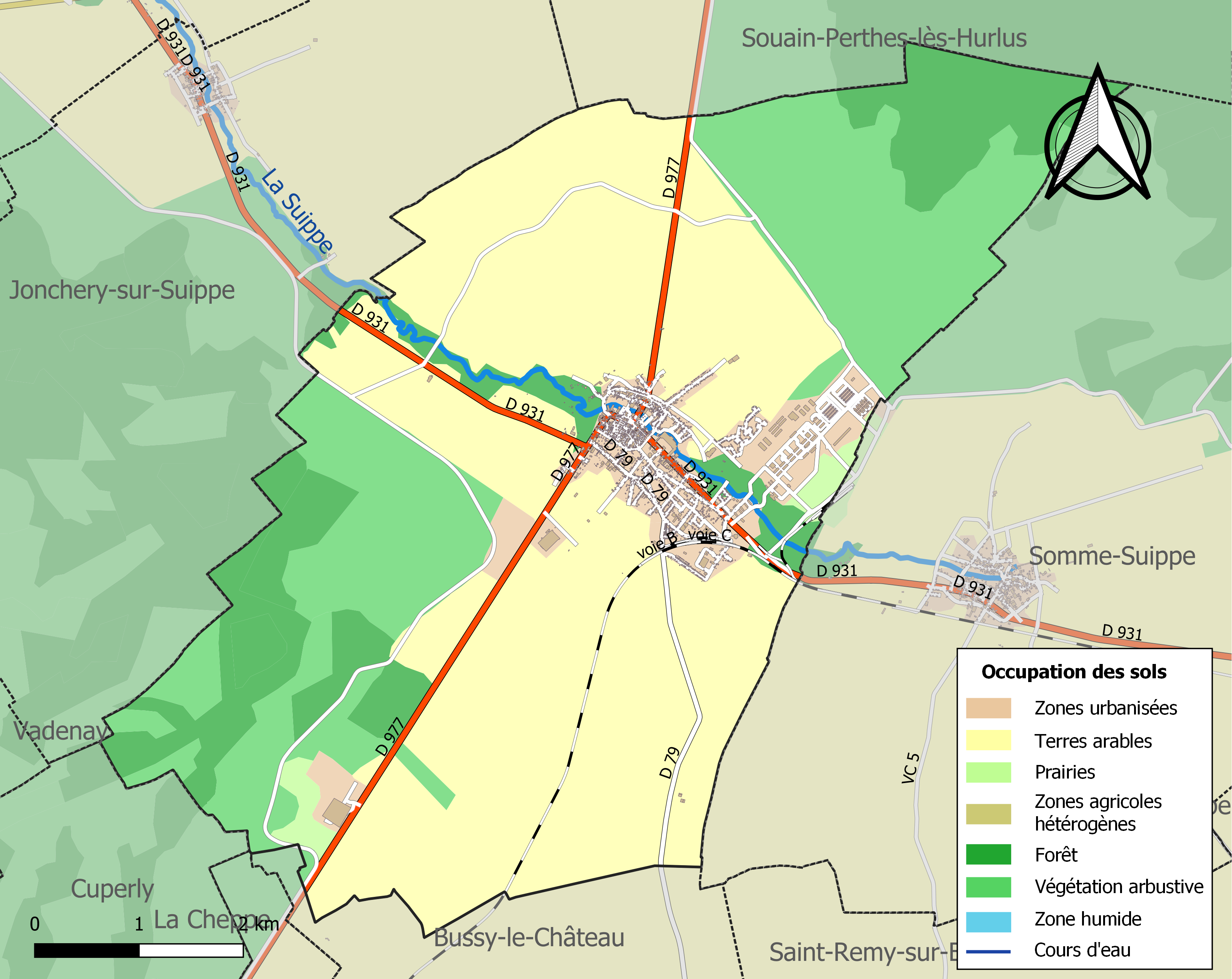
叙普土地利用情况地图

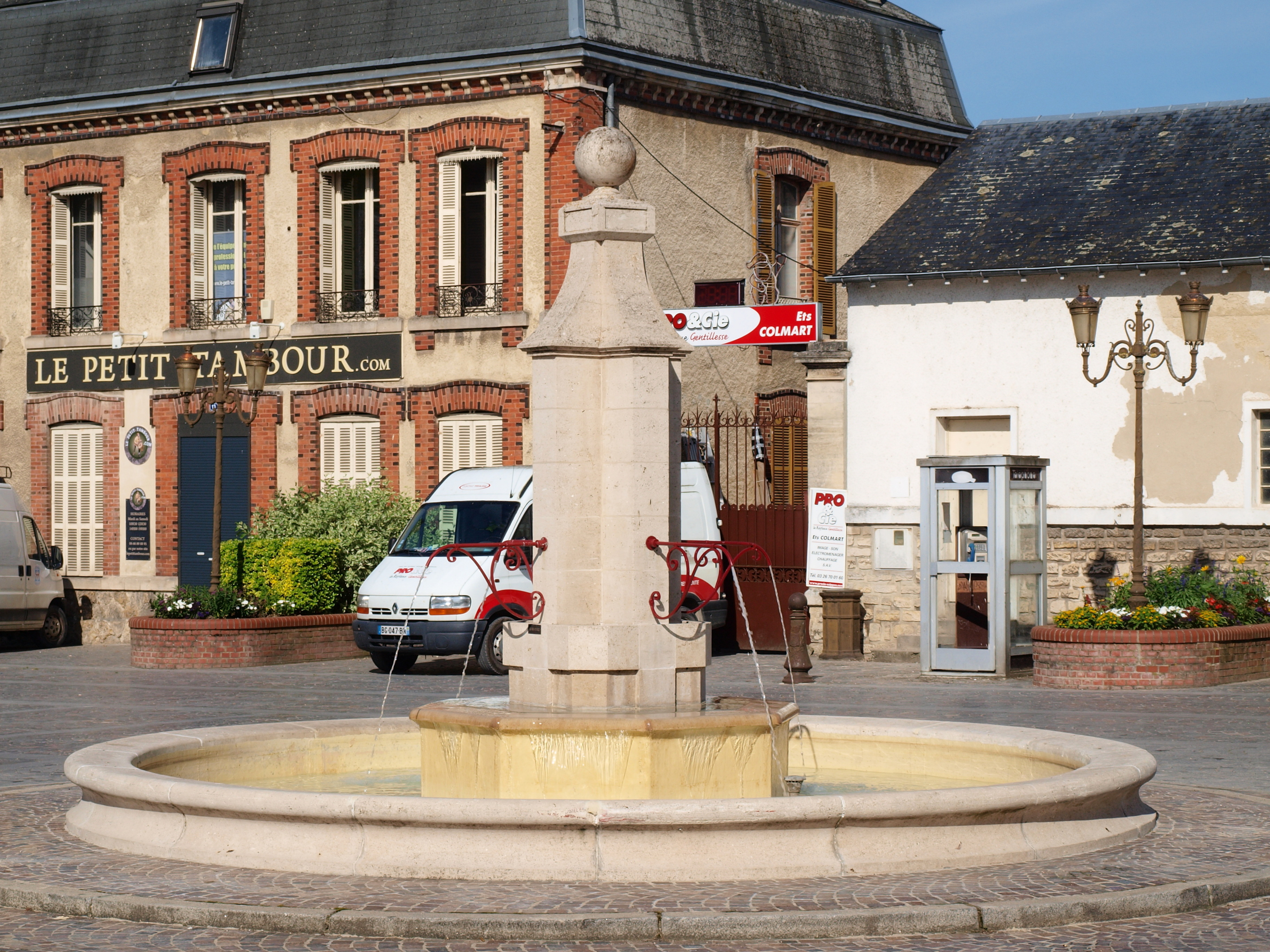
叙普镇中心的喷泉环岛

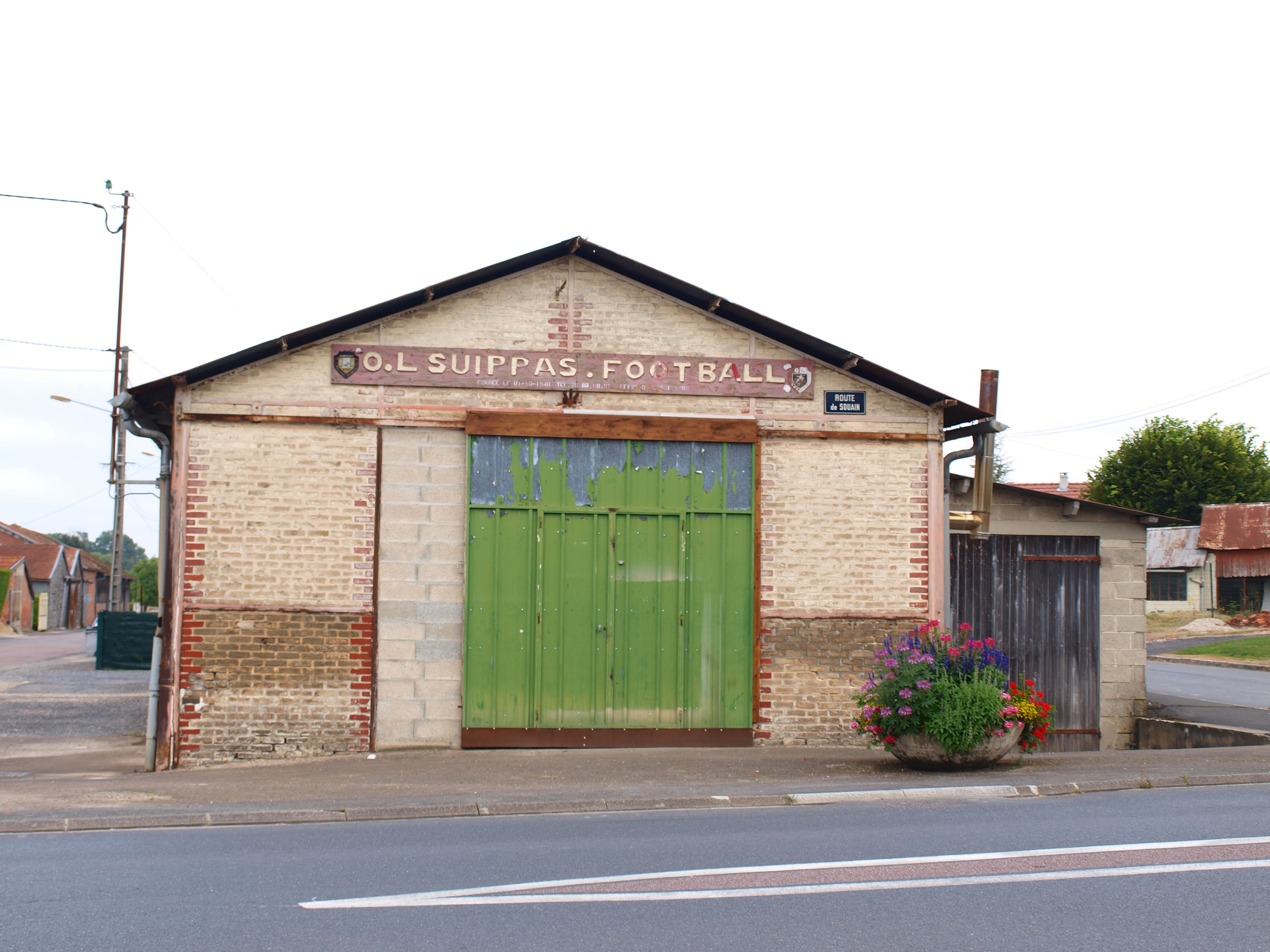
叙普人奥林匹克足球队库房

### 教育
叙普属于兰斯学区。截至2021年1月1日，叙普境内共有1所幼儿园、2所小学和1所初级中学。2021至2022学年度，叙普境内共有在校中等教育阶段学生366名。

### 医疗
截至2021年1月1日，叙普境内共有全科医生3名、保健师3名、牙医3名、护士5名和助产士1名。境内共有药房1家、养老院1家、残疾人帮扶中心1家。
距离叙普最近的区域性医疗机构为香槟沙隆中心医院（Centre Hospitalier Châlons-en-Champagne），其主病区莱昂·布尔茹瓦医院（Hôpital de Léon Bourgeois）位于香槟沙隆市区北部，距离叙普市区的正常车程大约20分钟，该院设有床位351个，是当地规模最大的公立综合性医院。

### 住房
2020年，叙普境内共有各类住房1,668套，其中76.6%为独立式居民区，22.7%为集中式居民区。常住房屋占叙普市镇范围内居民建筑总量的85.0%。
在住房保障政策方面，2022年，叙普境内共有273户家庭获得了住房经济补助，受益人数占总人口数量的7.9%，其中264份为房租补助。

### 商业
2021年，叙普境内共有各类实体商铺48家，其中餐厅4家、大型超市3家、面包房3家、装饰品店1家、银行门店1家、美容美发店2家、汽车维修店5家。叙普市区建有家乐福、Aldi和Lidl等购物超市。

### 体育
2021年，叙普境内共有1家游泳池、2间体育馆、1座综合体育场、3处网球场、1处足球或橄榄球场以及1处篮球或排球场。
截至2023年11月，叙普人奥林匹克（Olympique Suippas，编号525361）是叙普境内唯一的一家注册足球俱乐部，其主队2023至2024赛季参加马恩省足球联赛丙组（法国第十一级别），其主场为保罗·比雷特球场（Stade Paul Buirette）。

### 环境
叙普的环境事务由其所属的叙普地区市镇公共社区联合各级政府协调负责。2021年，叙普境内共有1家污染企业。

### 治安
2021年，叙普市镇范围内有1处宪兵队。
叙普及其附近的共132个市镇是香槟沙隆国家宪兵队（zone gendarmerie de Châlons-en-Champagne）的管辖范围。2020年，该宪兵队累计记录各类案件1,478起，其中盗窃类案件685起，经济类案件234起，毒品交易类案件51起。

## 文化

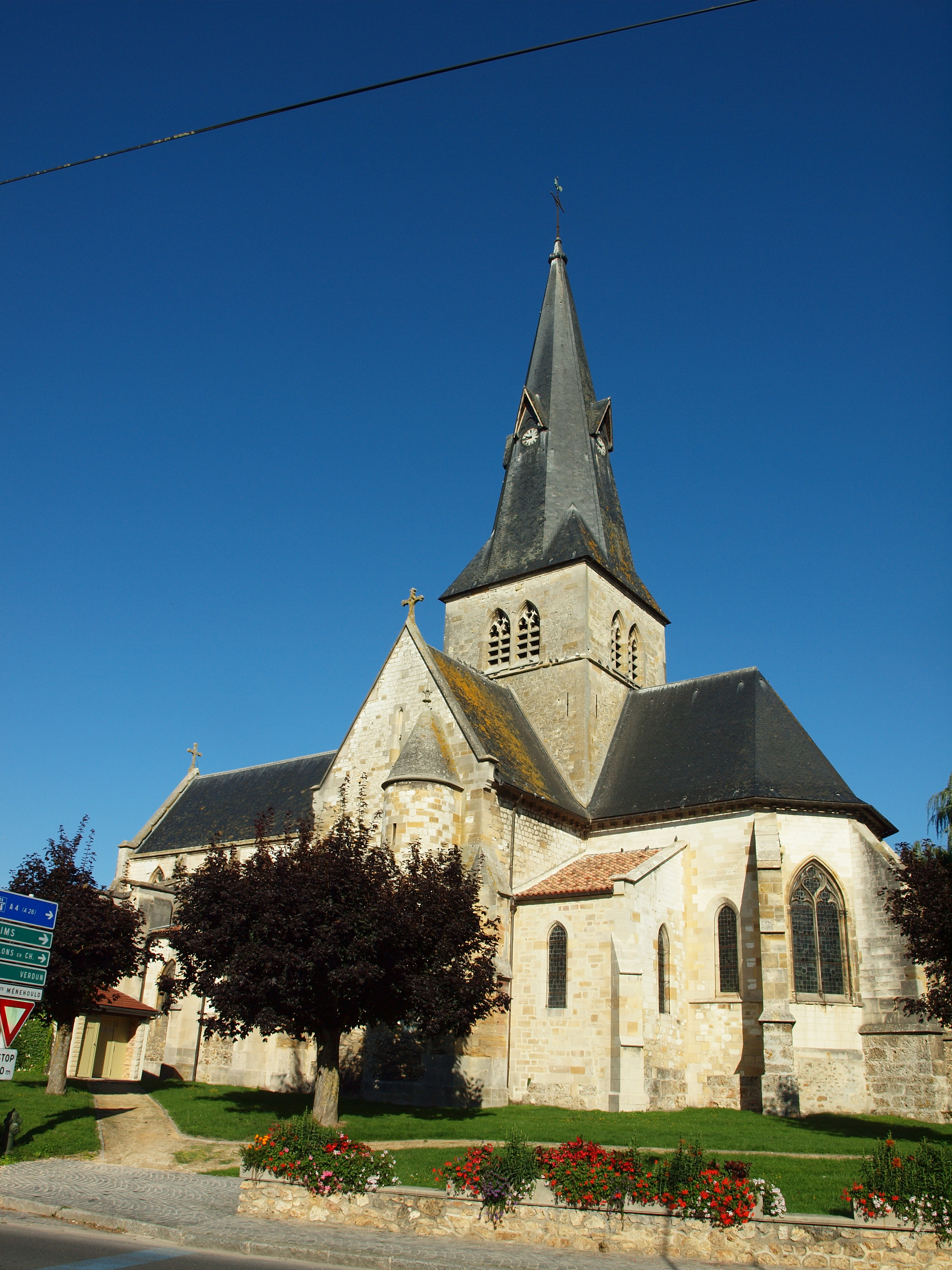
圣马丁教堂

2021年，叙普境内暂无任何传统文化设施，当地建有马恩省一战体验馆（Centre d'Interprétation Marne 14-18）。叙普境内建有通道多媒体中心（médiathèque La Passerelle），每周二至六向公众开放。

### 建筑
叙普境内有多处历史建筑，其中圣马丁教堂为法国国家文物保护单位，叙普农场国家墓地、烈士纪念碑等则是当地的地标性建筑物。

### 旅游
叙普的旅游事务由其所属的叙普地区市镇公共社区负责。2023年，叙普境内共有1家酒店共计5间房间。

### 媒体
法国主要的媒体均可在叙普接收，法国电视三台下属的大东部大区频道在部分时段播出叙普所在马恩省的地方新闻。《联合报》、香槟广播、蓝色法兰西香槟-阿登广播等是当地主要的地方性媒体。

## 友好城市
截至2023年11月，叙普共与一座城市建立了友好城市关系：
- 德国 哈德海姆